# Ehrenschild des Luftgaukommandos Norwegen

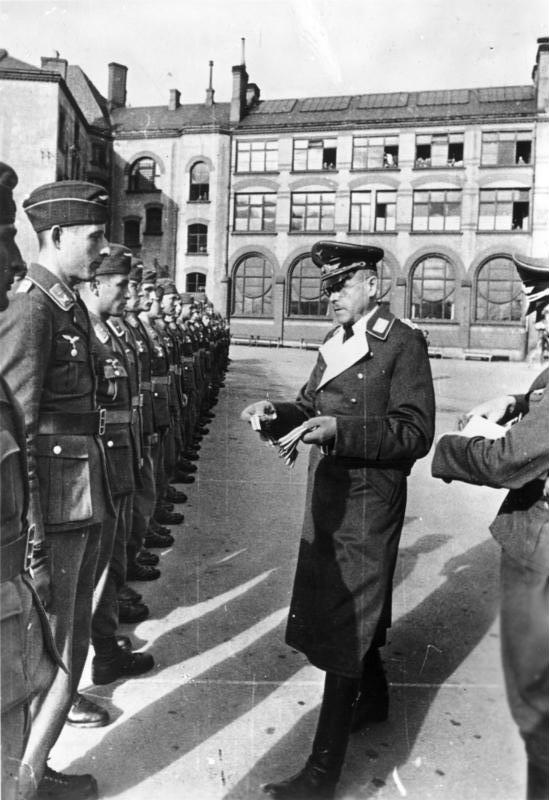
Karl Kitzinger (Mitte) gilt als Stifter des Ehrenschildes

Der Ehrenschild des Luftgaukommandos Norwegen war eine nichttragbare Auszeichnung der deutschen Luftwaffe während des Zweiten Weltkrieges, die vom General der Flieger Karl Kitzinger 1941 für die Angehörigen des Luftgau-Kommandos Norwegen gestiftet wurde.

## Aussehen der ersten Form
Die aus Zinkguss hergestellte Plakette ist 152 mm hoch, 110 mm breit und zeigt in ihrem oberen Drittel das Hoheitsabzeichen der Luftwaffe in erhabener Prägung sowie die darunter liegende vierzeilige Inschrift: FÜR BESONDERE LEISTUNGEN / DER KOMMANDIERENDE GENERAL / UND BEFEHLSHABER IM / LUFTGAU NORWEGEN. Unter der Inschrift ist das runde Symbol eines nackten Mannes zu sehen, der auf den Rücken eines Rentiers reitet. Mit seiner linken Hand hält er sich dabei am Geweih fest, in seiner rechten hält er ein kleines Messer. Es ist bisher unklar, ob es sich bei diesem Symbol um eine Art selbst geschaffenes Luftgauabzeichen handelt. Die Rückseite der Plakette ist, abgesehen von der eingeschlagenen Matrikelnummer und der Herstellerbezeichnung K OSLO, glatt und zeigt am oberen Kopf eine Aufhängevorrichtung, durch die ein Nagel oder dergleichen getrieben werden kann. Die bisher ermittelte Höchstverleihungszahl der ersten Form wird mit 6990 beziffert.

## Aussehen der zweiten Form
Der Ehrenschild der zweiten Form ist ebenfalls aus Zinkguss hergestellt, hochrechteckig und zeigt innerhalb eines Randes aus 42 verflochtenen Hakenkreuzen das Hoheitsabzeichen der Luftwaffe mit der darüber liegenden zweizeiligen Inschrift: FÜR BESONDERE / LEISTUNG und unter dem Adler die abschließende fünfzeilige Inschrift: DER / KOMMANDIERENDE / GENERAL UND BEFEHLS- / HABER IM FELDLUFT- / GAU NORWEGEN. Die Rückseite der Plakette ist auch hier, abgesehen von der eingeschlagenen Matrikelnummer und der Aufhängevorrichtung, leer.

## Verleihungszahlen
- 25. Juli 1941: 548
- 2. Februar 1942: 2277
- 4. April 1942: 3796
- 1. Mai 1944: 7225
- 1. August 1944: 8144[1]